# Vizella metrosideri
Vizella metrosideri är en svampart som beskrevs av P.R. Johnst. 2000. Vizella metrosideri ingår i släktet Vizella och familjen Vizellaceae.   Inga underarter finns listade i Catalogue of Life.